# 白沢川 (名古屋市)

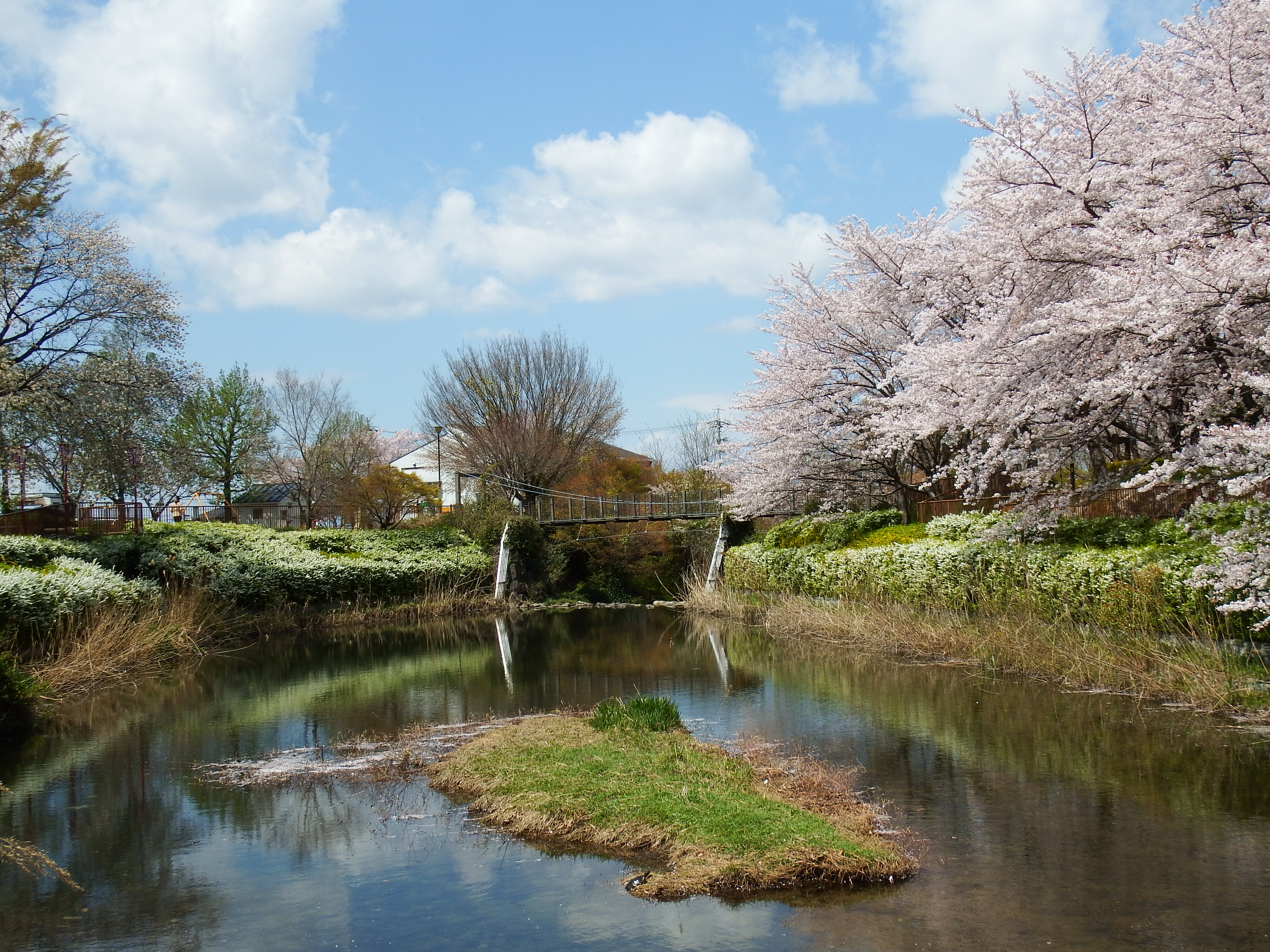
白沢渓谷の桜

白沢川（しらさわがわ）は、愛知県名古屋市を流れる庄内川水系の準用河川である。

## 地理
現在では守山区の小幡緑地（本園）にある緑ヶ池を主な源流とする。小幡緑地と周辺からの湧水を集めて西へ向かい、城土町の城土公園付近から北へ流れて庄内川大橋の西側で庄内川に注ぐ。城土公園の付近は古くから白沢渓谷とも呼ばれており、人工の滝が造られて名古屋市内で唯一の吊り橋も架かる。

## 歴史
白沢川はかつて豪雨の度に周辺の山々からの水が溢れて水害を起こしていた事から、明和5年（1768年）に瀬古村（現在の守山区西部、大字瀬古）付近の住民からの願いで、従来の流れに堤を築いて堰き止めると共に北側の山を開削して庄内川へ流れるように川筋を付け変えられた。明治37年（1904年）には砂防と灌漑のために白沢川を堰き止めた緑ヶ池が完成し、明和の改修で逆に水不足となっていた小幡台地周辺での農地開発が進んだ。
平成3年（1991年）〜平成8年（1996年）にかけて古くなった堰堤の修理と護岸整備が行われ、小幡緑地や城土公園の川縁に親水護岸が設置されている。